# Podkamena Tunguska
Podkamena Tunguska (rus. Подкаменная Тунгуска, doslovce 'Tunguska pod kamenjem', također Srednja Tunguska ili Kamena Tunguska) rijeka je u Krasnojarskom kraju u Rusiji.
Istočni je pritok Jeniseja duljine 1870 km. Rijeka je ime dobila po tome što teče pod šljunčanim područjima. 
Već 1610. godine Rusi iz Mangazeja prošli su Podkamenom Tunguskom do njezina ušća s Jenisejom. U 1620-ima godinama Kozaci su prolazili tim područjem u potrazi za kožama krznenih životinja.
Tunguska eksplozija u lipnju 1908. dogodila se u blizini ove rijeke, otprilike 8 km od nje. 
U gornjem toku poznata je pod imenom Katanga. 